# Pudermätare
Pudermätare (Perconia strigillaria) är en fjärilsart som beskrevs av Jacob Hübner 1787. Pudermätare ingår i släktet Perconia och familjen mätare. Arten är reproducerande i Sverige. Inga underarter finns listade.

## Bildgalleri

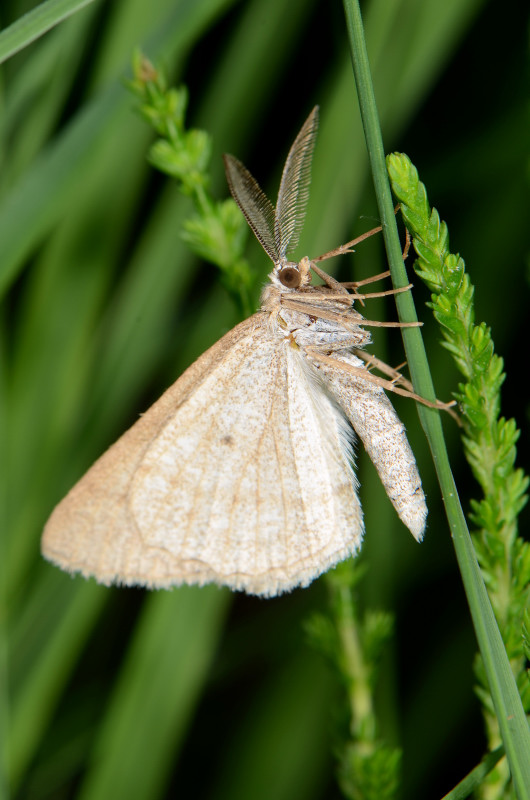